# 頭部外傷

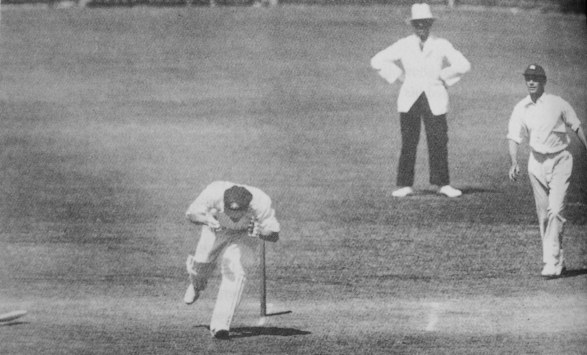
1933年、オーストラリアのクリケット選手バート・オールドフィールドはテストマッチ中に頭蓋骨骨折を発生

頭部外傷（とうぶがいしょう、英: head injury、独: Kopftrauma）は、頭部に外力が加わって損傷が生じた状態の総称である。外傷性脳損傷を続発させることも少なくなく、発生段階からこれを伴うこともある。

## 概要
外傷は開放性と閉鎖性に分けられ、いずれも部位によって頭皮、頭蓋骨、頭蓋内に分けられるが、頭蓋内、特に脳に対する損傷の程度が最も重視される。外力が脳に与える損傷の成立機序には様々なものがあり、代表的なものとしては以下の通りである。

### 直撃損傷

前頭部に衝撃を受けた場合。直下の前頭部には陽圧による直撃損傷が発生し、反対側の後頭部では陰圧を生じて骨と脳の間が空洞化、気胞の形成と崩壊により反衝損傷が発生する。一方、これらの中間部位では外力が不均一に伝わることにより剪断損傷が発生する

打撃部位において骨は撓み inbending を生じ、脳を圧迫損傷する。特に小児では骨が軟らかいので inbending injury を生じやすい。また骨と脳実質では硬さが異なるために、骨内面は脳を打撃する。このような状況で衝撃部位の直下に生じる脳挫傷を直撃損傷（直接損傷）coup injury という。
前頭部に外力が作用した場合には直撃損傷による同側挫傷が生じやすく、主に前頭葉底面、他に側頭葉前部などが損傷を受ける。また、側頭部もしくは頭頂部に外力が作用した場合にも、直撃損傷により同側の側頭葉外側下面が損傷されることが多い。

### 反衝損傷
反衝損傷 contrecoup injury は、反動損傷（英：counter blow、独：Gegenstoß, Gegenschlag）ともいい、間接性振盪のことである。頭蓋、胃、膀胱など、液体を含む器官に様々な外力による衝撃が作用した場合、直接外力が加わった部とは反対側の部が損傷を受けることをいう。頭部に強い外力が加わると、脳は強い力で一方へ進行し、頭蓋骨内面に衝突、その反動により反対方向へ引き戻され、対側の頭蓋骨に衝突して損傷を受ける。外力による直接的脳損傷（直撃損傷）に加え、加速された外力が頭部に加わると、外力と反対側の頭蓋骨と脳との間に間隙を生じ、陰圧が起こることにより脳組織に損傷が生じる。そのため反衝 contre-coup による損傷は、直撃 coup による損傷より大きくなるとされる。
脳室は脳脊髄液で満たされているため、衝撃を受けた瞬間に脳実質は頭蓋骨が移動する速度に遅れて移動し、打撃部位と反対側には陰圧が生じる。外力を受けた部位の直下周辺では圧縮、陽圧により損傷が生じるのに対し、対側では伸展、陰圧により頭蓋骨と脳との間に空洞化現象が生じ、瞬間的に真空に近い状態になる。この陰圧が気胞 cavity を形成するが、元の圧に戻り、気胞が崩壊する時に脳挫傷が生じる（cavitation theory; Gross）。このような状況で衝撃部の反対側に生じる脳挫傷が反衝損傷である。
後頭部に外力が作用した場合には、受傷直下に直撃損傷が生じることは少なく、反衝損傷による対側挫傷が生じやすい。主に前頭葉底面、他に側頭葉前部などが反衝損傷を受ける。

### 剪断損傷
頭蓋内は均一な構造ではなく、骨、硬膜、灰白質、白質、脳室、大脳鎌など不連続であり、脳実質内も一様ではない。これにより衝撃に対して各部分の相対的運動の間にずれ作用 shearing が生じる。直撃部位と反衝部位との間では、脳に対する外力の伝わり方の違いにより一種のねじれの力、剪断力が作用して構築のずれが起こり、神経軸索が伸長もしくは断裂する瀰漫性軸索損傷 Diffuse Axonal Injury（DAI）、また剪断変形などが生じる。一般に脳は頭蓋内圧の均一な上昇にはかなりの程度耐えうるが、shearing に対しては非常に弱いとされている。この状況下で生じる脳挫傷を剪断損傷 shearing injury という。

### 血管麻痺ほか
外力の加わった脳表の毛細血管は血管麻痺 vasoparalysis と呼ばれる血管運動神経の麻痺状態に陥ると、血流の停滞、血管外漏出を起こし、これが脳内点状出血、小出血の原因になるとされる。さらに、打撃の瞬間に生じる脳幹部と脳底動脈穿通枝とのずれ neurovascular friction を点状出血、小出血の原因とする考えもある。この他、頭蓋骨の構造、解剖学的な特徴から、前頭葉底面や側頭葉尖端面には局所的な損傷が生じやすい。
頭部外傷が発生したときには全身状態と頭部損傷の程度を把握し、重症の症例では呼吸管理、静脈確保の後、意識障害の把握を行う。その程度を示す基準として国際的にGlasgow Coma Scale（GCS）が用いられ、日本では主にJapan Coma Scale（JCS）が用いられている。
外傷の受け方によっては、次のようなものを発生することがある。
| - 頭蓋骨骨折 - 急性硬膜外血腫 | - 脳挫傷 - 急性硬膜下血腫 | - 外傷性クモ膜下出血 - 急性脳内血腫 | - 脳ヘルニア - 脳脊髄液減少症 |

#### 荒木の分類
頭部外傷の臨床的分類としては荒木の分類 Araki's clinical classification of head injury が広く用いられる。これは1954年に荒木千里が発表したもので、頭部外傷を臨床症状のみにより以下の4つに分けた簡便で実用的な分類法である。
|                       | |
| 第1型（単純型）       | 意識障害、神経症候など脳の症状を全く伴わない。 |
| 第2型（脳震盪型）     | 意識障害が一過性のものとして起こり、受傷後6時間以内（多くは2時間以内）に消失する。脳の局所症状はないが、頭痛、嘔吐、めまいなどは短時日続くことがある。 |
| 第3型（脳挫傷型）     | 意識障害が受傷後6時間以上持続する。もしくは脳の損傷を示す局所症候がある。                                                                              |
| 第4型（頭蓋内出血型） | 意識清明期を経て意識障害が急激に増悪する。もしくは意識障害が進行して脳圧迫の神経症状が出現憎悪し、脳ヘルニアの徴候を示す。                             |

## 頭部外傷後遺症
頭部外傷を受けた後、3週間以上を経過した慢性期に入ってから発症、もしくは3週間以上経っても残る症候を頭部外傷後遺症（英：posttraumatic cerebral symptom、独：posttraumatisches Hirnsymptom）という。
通常は狭義に、器質的変化が明確でなく自覚症状のみのものを指す。この場合の頭部外傷後遺症の症状は、次のように分類される。
|                        |                                                      |
| 神経衰弱様症状         | 頭痛、めまい、嘔気、不眠、記憶力低下、全身倦怠など。 |
| 内分泌症状             | 性欲減退、月経異常、体重減少、低血圧など。           |
| 自律神経症状           | 不整脈、発汗異常、蕁麻疹など。                       |
| 神経症と診断される症状 | 症例による。                                         |

このうち神経症とされるもの以外では軽度の脳萎縮、特に間脳の萎縮が認められることがあるが、症状との直接の関わりについては結論できないことが多い。

頭部外傷後遺症としての外傷性てんかんの30年間累積発生率。重症度に応じて3つのグループに分けられ、右へ向けて、より深刻度の高い病態の発生値を示す （2006年、動物モデル）

一方、広義には肉眼的に病変の明らかな器質的疾患を含めることもある。その場合、器質的変化が明らかなものとしては、頭蓋骨骨折（陥没骨折、進行性頭蓋骨折など）、髄液漏、気脳症、骨髄炎、硬膜外膿瘍、硬膜下膿瘍、脳膿瘍、髄膜炎、頸動脈海綿静脈洞瘻、外傷性動脈瘤、外傷性動静脈瘻、頭蓋内外血管閉塞症、頭血腫、慢性硬膜下血腫、脳神経障害、脳挫傷後の精神障害、知能障害、外傷性てんかんなどがある。

### 外傷性てんかん
外傷性てんかん（英：traumatic epilepsy、独：traumatische Epilepsie）は、頭部外傷が後にてんかん発作を引き起こすものである。通常、てんかん発作の国際分類（International League Against Epilepsy, ILAE、1981年）でいう「部分（焦点、局所）発作」が現れる。外傷の部位や程度により異なるが、閉鎖性外傷の場合には3 - 5%、開放性外傷の場合には30 - 50%が後にてんかん発作を起こすとされ、このうち1年目までに約半分が、2年目までに4分の3が発症する。発症後の脳波検査では90%に焦点性異常が認められるが、外傷後の予測段階の脳波所見では、全般性徐波を示す場合には2%、全般性棘波を示す場合には30%の割合で、てんかん発作発現の可能性があるとされる。

### 外傷性視神経損傷
閉鎖性頭部外傷によって視神経が損傷されることがあり、これを外傷性視神経損傷 optic nerve injury, traumatic optic nerve injury という。この場合の受傷部位はほぼ例外なく眼窩上外側縁である。実験的研究では、この部位に衝撃を加えると視神経管上壁に強いひずみを生じ、このひずみが視神経に挫傷を起こすとされる。視神経管上壁は薄い骨で形成されているため、視神経管骨折（視束管骨折）optic canal fracture を伴うことも多いが必発ではない。視神経管上壁の骨が骨折によって偏位したことにより視野欠損を生じている場合には、視神経管開放術を行うと改善することもあるが、視力障害が顕著な場合には効果は望みにくい。このような例では受傷時の挫傷の程度によって予後が決まる。
視神経損傷による視力低下を、視神経管骨折が存在するためととらえるならば早期に視神経管開放術を行うが、これとは別に介達性外力、浮腫、出血を主因子ととらえるならば消炎療法が主体となる。3週間程度の経過観察において改善がなければ開放術を行うという考えもあり、視神経管骨折に対する視神経管開放術の適応、時期に関しての統一的な見解はない。
手術以外の治療法としては、受傷早期にステロイドを使用し、後に血行改善の目的で同側の星状神経節ブロック、高単位のビタミンBの投与などが試みられる。

#### 視神経管開放術
視神経管開放術（英：unroofing of optic canal、独：Entdechung des Optikuskanals）は、視神経管内の視神経に対する圧迫解除、視神経の浮腫、腫瘍などに対する減圧を目的とする視神経管管壁の除去手術である。経前頭開頭術により前頭蓋窩を経て視神経管上壁を除去、開放する方法と、鼻外もしくは経鼻的に篩骨洞を経て視神経管内下壁を除去する方法とがある。